# Patrick Wolf (Fußballspieler, 1981)
Patrick Wolf (* 4. Mai 1981 in Graz) ist ein österreichischer ehemaliger Fußballspieler auf der Position eines Mittelfeldspielers, der seit 2019 als Fußballtrainer tätig ist.

## Vereinskarriere
Wolf begann seine Karriere beim Grazer Verein ESK Graz und kam über das Bundesnachwuchszentrum (BNZ) des SK Sturm Graz im Jahr 2000 zum Grazer SC. Zu dieser Zeit arbeitete der gelernte Kfz-Mechaniker und spätere Postangestellte als Straßenkehrer bei den Stadtwerken Graz und wechselte im Jahr 2002 vom Unterligisten zum damaligen Regionalligisten FC Gratkorn, mit dem er in die zweitklassige Erste Liga aufstieg. Es folgte der Wechsel zur SV Ried zur Saison 2005/06. Wolf bestritt für die Rieder 21 Bundesligaspiele. In der Bundesliga belegte er mit Ried den vierten Platz und nahm am UI-Cup teil. Anschließend wechselte er 2006 zum FC Kärnten, zurück in die Erste Liga, von wo aus er zum SK Austria Kärnten 2007 wechselte.
Tragisches ereignete sich 2008, als Wolf seinen Mitspieler Adam Ledwoń in dessen Wohnung erhängt auffand.
Im Jänner 2009 wechselte er zum SC Magna Wiener Neustadt. Anfangs wurde der Steirer für Juli verpflichtet, jedoch entschieden er und Austria Kärnten, den Abschied bereits im Jänner zu fixieren. 
Anfang Jänner 2011 unterzeichnete Wolf nach langen Verhandlungen einen Dreieinhalbjahresvertrag beim SK Sturm Graz und wurde am 25. Mai 2011 mit seinem neuen Klub erstmals in seiner Karriere österreichischer Fußballmeister.
Im Juni 2014 beendete er seine Karriere als Profifußballer und wechselte zum Regionalligisten SV Allerheiligen. In seiner ersten Saison beim SV Allerheiligen brachte er es auf 26 Ligaeinsätze, zwei -treffer, sowie eine -vorlage und schloss die Spielzeit mit dem Team auf einem Platz im Tabellenmittelfeld ab. Nachdem er seinen auslaufenden Einjahresvertrag im Juni 2015 um ein weiteres Jahr verlängerte, startete er mit dem Team auch in die Spielzeit 2015/16 als Stammkraft und absolvierte acht Ligaspiele, in denen er vier Mal zum Torerfolg kam, ehe er sich am 11. September 2015 in einem Spiel gegen die Amateure des Wolfsberger AC schwer verletzte. Mit einem Kreuzbandriss fiel er daraufhin ein knappes halbes Jahr aus und kehrte erst wieder mit dem Start der Frühjahrssaison in den offiziellen Kader des Drittligisten zurück. Im Frühjahr brachte er es auf lediglich vier Einsätze in der Regionalliga, wobei er jedoch kein einziges Spiel über die vollen 90 Minuten absolvierte. Außerdem kam er im Frühjahr 2016 auch noch zu zwei Einsätzen für die zweite Mannschaft mit Spielbetrieb in der siebentklassigen Gebietsliga West, wobei er auch ein Tor erzielte.
Im Sommer 2016 wechselte er zum gerade aus der Unterliga Süd in die Oberliga Süd West aufgestiegenen FC Bad Radkersburg, wo er unter Martin Prosser an der Seite einiger weiterer ehemaliger Profispieler in 18 von 26 möglich gewesenen Ligaspielen zum Einsatz kam und dabei zwei Treffer beisteuerte. Nach nur einer einzigen Niederlage, die dies Mannschaft in dieser Saison erzielt hatte, schaffte der Neuaufsteiger den Durchmarsch in die Landesliga Steiermark und damit in die Viertklassigkeit. Nach zehnwöchiger Verletzungspause kam er daraufhin ab der dritten Meisterschaftsrunde unter Udo Kleindienst zum Einsatz, wurde jedoch noch weitestgehend geschont, weshalb er kaum in einer Partie über die vollen 90 Minuten auf dem Platz war. Nachdem Kleindienst kurz vor der Winterpause entlassen worden war, kam Wolf noch in einem Spiel unter Interimstrainer Helmut Pock sowie einem Spiel unter seinem ehemaligen Mannschaftskollegen Mario Haas zum Einsatz und verließ den Verein noch in der Winterpause.
Im Anschluss kam er beim zwei Ligen tiefer spielenden SV Tobelbad aus der Unterliga Mitte unter und brachte es für die Mannschaft, die am Saisonende auf dem zweiten Platz rangierte, zu 13 Ligaeinsätzen und vier -toren. Mit der Mannschaft nahm er daraufhin noch an der Relegation um den Aufstieg in die Oberliga gegen den Oberligisten SV Frohnleiten teil. Nach einem 5:1-Sieg im Hinspiel, bei dem er auch ein Tor schoss, verlor das Team zwar das Rückspiel knapp mit 1:2, schaffte jedoch mit einem Gesamtergebnis von 6:3 den Aufstieg in die nächsthöhere Spielklasse. Diesen vollzog Wolf jedoch nicht mehr mit der Mannschaft, sondern wechselte ausgerechnet zum SV Frohnleiten, gegen den die Tobelbader gerade den Aufstieg geschafft hatten.
Nach einer für ihn erfolgreichen Saisonvorbereitung – fünf Tore in zwei Spielen – startete Wolf im August mit dem Absteiger in die Unterligasaison 2018/19. Vor allem in der Hinrunde fungierte er als Stammkraft, wobei er es bis zur Winterpause auf zwölf von 13 möglich gewesene Meisterschaftseinsätze brachte, dabei neun Tore erzielte und mit der Mannschaft nach zwölf Siegen unangefochten auf dem ersten Tabellenplatz rangierte. Nach einer neuerlichen Knieoperation (Meniskus) im Dezember 2018 nahmen seine Einsätze im Frühjahr 2019 etwas ab und er kam in neun Partien acht Mal zum Torerfolg. Am Saisonende rangierte das Team aus Frohnleiten mit neun Punkten Vorsprung auf den nächsten Verfolger, den SK Werndorf, auf dem ersten Platz, was die Rückkehr in die Fünftklassigkeit bedeutete. Mit einem Tor Vorsprung auf Diego Rottensteiner vom SV Andritz, mit dem er einst in seiner Jugend beim EKS Graz und beim SK Sturm Graz gespielt hatte, wurde Wolf am Ende der Saison Torschützenkönig der Unterliga Mitte. Im Sommer 2019 übernahm er zusätzlich das Traineramt bei Frohnleiten und setzte sich regelmäßig auch als Spieler ein. Bis zur Winterpause 2019/20 hatte es Wolf zu neun Einsätzen und vier Treffern gebracht; mit zehn Siegen aus 13 Meisterschaftsspielen rangierte der SV Frohnleiten auf dem ersten Tabellenplatz und durfte sich somit Herbstmeister nennen. Aufgrund der COVID-19-Pandemie wurde der Spielbetrieb im Frühjahr jedoch nicht fortgesetzt und die Liga abgebrochen, was die Aufstiegsambitionen des Vereins zunichtemachten. Ein vorübergehendes Aufstocken der Landesliga auf 16 oder 18 Mannschaften, wodurch Frohnleiten als bisheriger Tabellenführer der Aufstieg ermöglicht werden hätte können, wurde sowohl vom steirischen Fußballverband als auch vom Österreichischen-Fußball Bund abgelehnt. In der aufgrund der noch immer herrschenden Pandemie verspätet gestarteten Saison 2020/21 fungiert Wolf weiterhin als Spielertrainer (Stand: Oktober 2020).
In den Jahren 2018 und 2019 trat er für Alt-Herren-Auswahlen des SK Sturm Graz in sogenannten Legendenturnieren, die vom Lions Club Graz veranstaltet wurden, in Erscheinung. Daneben kam er auch noch an weiteren Beteiligungen der Grazer an Legendenturnieren zum Einsatz.

## Nationalmannschaftskarriere
Am 24. Februar 2010 nominierte Teamchef Didi Constantini Wolf zusammen mit seinem Wr.-Neustadt-Teamkollegen Mario Reiter für das freundschaftliche Länderspiel gegen Dänemark erstmals in den Kader der A-Nationalmannschaft. Durch Einwechslung absolvierte er in diesem Spiel am 3. März 2010 sein Debüt im Teamdress.

## Privates
Nachdem er seit den späten 1990er Jahren mit seiner Freundin Tanja liiert war, heiratete er diese am 1. Mai 2012 in Las Vegas.

## Erfolge

### Individuelle Erfolge
- 1× Torschützenkönig der Unterliga Mitte als Spieler des FC Frohnleiten: 2018/19 (17 Tore)

### Vereinserfolge
mit dem FC Bad Radkersburg
- 1× Meister der Oberliga Süd Ost: 2016/17 (Aufstieg in die Landesliga Steiermark)

mit dem SV Tobelbad
- 1× Vizemeister der Unterliga Mitte: 2017/18 (Aufstieg in die Oberliga Mitte West nach Relegation)

mit dem FC Frohnleiten
- 1× Meister der Unterliga Mitte: 2018/19 (Aufstieg in die Oberliga Mitte West)